# Vi Kaley
Vi Kaley foi uma atriz britânica da era do cinema mudo.

## Filmografia selecionada
- Detective Lloyd (1932)
- I Live Again (1936)
- The Song of the Road (1937)
- Auld Lang Syne (1937)
- Love on the Dole (1941)
- Variety Jubilee (1943)
- Fanny by Gaslight (1944)